# نوین اندروز
نوین ویلیام اندروز (به انگلیسی: Naveen William Sidney Andrews) (زاده ۱۷ ژانویه ۱۹۶۹) یک بازیگر انگلیسی است که نامزدی جوایز امی و گولدن گلوب را داشته‌است. او به خاطر نقش خود در فیلم‌های بیمار انگلیسی (در سال ۱۹۹۸)، گریندهاوس (در سال ۲۰۰۹) و سریال تلویزیونی لاست (در نقش سعید جراح) مشهور است.

## دوران کودکی
اندروز در شهر لندن کشور انگلستان از یک مادر روانشناس به نام نیرمالا و یک تاجر به نام استنلی اندروز که هر دو مهاجرهای کرالای هندوستان بودند، زاده شد. او بزرگ شدهٔ وندزورث در جنوب لندن کنار رودخانه تمز است و به گفتهٔ خودش یک تربیت سخت سرکوب گرایانه داشته‌است. اندروز در فرقهٔ متدیست کلیسای پروتستان بزرگ شده‌است. در سن شانزده سالگی وقتی هنوز در دبیرستان امانوئل بود، عاشق دبیر ریاضی خود، جرالدین فیکینز شد که۷ سال بعد از او صاحب یک پسر به نام جیسل شد. اندروز در مصاحبه‌ای پس از آن عنوان کرد که «پدرش او را هرزه صدا می‌کند» زیرا بخاطر بیرون رفتن با یک دبیر ریاضی در دوران مدرسه معروف شده بود.

## زندگی حرفه‌ای
اندروز به راه خود ادامه داد و در هنرآزمون مدرسهٔ تئاتر شرکت کرد. او در مدرسهٔ موسیقی و تئاتر گیلدهال لندن به همراه ایوان مک گرگور و دیوید تولیس پذیرفته شد. تحصیلات او وقتی به بار نشست که برندهٔ نقشی در فیلمی از هنیف کورشی به نام لندن من را نابود می‌کند در سال ۱۹۹۱ شد. معروفیت اصلی خود را مدیون بازی خود در نقش کیپ (Kip) در فیلم بیمار انگلیسی (در سال ۱۹۹۶) و نقش سعید در سریال تلویزیونی گمشده (سال ۲۰۰۴) است. در سال ۲۰۰۶ او در رای‌گیری مجلهٔ پیپل (People) جزو منتخبین زیباترین مردم جهان شد.

## زندگی شخصی
اندروز با باربارا هرشی بازیگری که ۲۱ سال از خودش بزرگ‌تر است، ارتباط دارد و باهم در لس آنجلس زندگی می‌کنند. این زوج برای مدت کوتاهی در سال ۲۰۰۵ از هم جدا شدند که در این مدت، اندروز یک پسر به نام نوین جاشوا از زن دیگری به نام النا اوستاش داشته‌است. او و هرشی بعد از آن آشتی کردند. در ژولای ۲۰۰۶ عکسی از اندروز در حین بوسیدن زنی گمنام در ساحل منهتن گرفته شد، ولی وکیل او اظهار کرد که او و هرشی کماکان باهم زندگی می‌کنند. اندروز همچنین یک پسر به نام جیسل (متولد ۱۹۹۲) از جرالدین فیکینز دارد.
اندروز دربارهٔ اعتیاد خود به الکل و اعتیاد دوساله‌اش به هروئین در اواسط سال‌های ۹۰ صحبت کرده‌است.
اندروز همچنین گیتار می‌نوازد و آواز می‌خواند.

## فیلم‌نامه
- لندن من را نابود می‌کند (۱۹۹۱)... در نقش بایک (Bike)
- غرب وحشی (۱۹۹۲)... در نقش زف (Zaf)
- بودای سوبوربیا (۱۹۹۳)... در نقش کریم
- بیمار انگلیسی (۱۹۹۶)... در نقش ستوان کیپ سینق (Kip Singh)
- بهار طاووس (۱۹۹۶)... در نقش راوی باتاچاریا
- کاماسوترا: داستانی از عشق (۱۹۹۷)... در نقش راج سینق
- عشق حقیقی و هرج و مرج (۱۹۹۷)... در نقش حنیف
- بچه‌های بمبئی (۱۹۹۸)... در نقش کریشنا سانی
- سرزمین خود من (۱۹۹۸)... در نقش دکتر آبراهام ورقیز
- جو یانگ نیرومند (۱۹۹۸)... در نقش پیندی
- رولربال (۲۰۰۲)... در نقش سنجای
- آسان (۲۰۰۳)... در نقش جان
- گمشدگان (۲۰۰۴ تا ۲۰۱۰)... در نقش سعید جراح
- عروس و تعصب (۲۰۰۴)... در نقش آقای بالراج
- ده فرمان (۲۰۰۶)
- تحریک (۲۰۰۶)... در نقش دیپاک
- گریندهاوس (۲۰۰۷)... در نقش ابی
- شجاع (۲۰۰۷)... در نقش دیوید
- سیارهٔ وحشت (۲۰۰۷)
- دایانا (۲۰۱۳)